# 國士館中學校及高等學校
國士館中學校及高等學校是位於日本東京都世田谷區若林四丁目地區的私立完全中學。
該校的柔道部、棒球部、足球部都曾多次參加全國高中賽事，柔道部已在全國高等學校綜合體育大會柔道競技大會獲得超過十次之團體組優勝，棒球部也已入選選拔高等學校棒球大會超過十次。

## 歷史
學校的前身可以追溯至1917年柴田德次郎在麻布成立的私塾「國士館」，1919年遷移至位於若林松陰神社旁的現址，1923年設立中等部，1925年將其獨立設為舊制中學校「國士館中學校」。
1946年由於「國士」意為為國家犧牲奉獻之人，此一詞常為日本保守派所使用，因此在二次大戰後一度被禁止使用，學校經營方也因而更名為「至德學園」；此後配合日本的學制改革先後在1947年及1948年設立「至德中學校」和「至德高等學校」，直到1953年恢復使用「國士館」之名，並更名為「國士館高等學校」及「國士館中學校」。